# Assedio di Bergen op Zoom (1622)
L'assedio di Bergen op Zoom (1622) fu un assedio combattuto durante la guerra degli ottant'anni che ebbe luogo dal 18 luglio al 2 ottobre 1622. Il generale spagnolo Ambrogio Spinola roiuscì infine ad ottenere il controllo della città olandese di Bergen op Zoom.

## Antefatto
Gli spagnoli avevano assediato la città prima dell'autunno del 1588. Guidati da Alessandro Farnese, duca di Parma, gli spagnoli non erano però riusciti a prendere il controllo della città ed a fronteggiare adeguatamente un esercito composto da olandesi e volontari inglesi e scozzesi. La popolazione di Bergen Op Zoom si divise però tra protestanti che supportavano l'esercito patrio e cattolici che supportavano la conquista spagnola.

## L'assedio
Il generale Spinola, con l'intento di giocare le difese della città, tentò una manovra diversiva inviando parte del proprio esercito al comando del generale Hendrik van den Bergh a Cleves, ed un'altra parte al comando di Luis de Velasco aSteenbergen, città poi conquistata dallo stesso Velasco.
La città di Bergen-op-Zoom ad ogni modo non risentì della presenza negli spagnoli nell'area, perché continuava a ricevere rifornimenti via mare. Inoltre, dalle coste la marina olandese bombardò gli spagnoli, cusando loro diverse perdite. Il giovane Michiel de Ruyter fu uno di questi cannonieri.
Gli olandesi ad ogni modo avevano richiesto i servigi dei mercenari tedeschi al comando di Ernst von Mansfeld e di Cristiano di Brunswick per togliere definitivamente l'assedio spagnolo alla città. Gli spagnoli risposero una volta venuti a conoscenza delle intenzioni degli olandesi inviando le forze al comando del generale Córdoba ad intercettare i rinforzi del nemico, in quella che fu la sanguinosa battaglia di Fleurus, il 22 agosto. Per quanto i tedeschi avessero perso diverse migliaia di uomini nello scontro, Córdoba non riuscì ad avere la meglio e dovette ripiegare su Bergen.
Nel settembre del 1622, i generali Spinola e Velasco, dopo aver conquistato Steenbergen, si diressero su Bergen op Zoom. Il principe Maurizio di Nassau, realizzando ora le reali intenzioni del nemico, inviò sir Robert Henderson (un mercenario scozzese) con le sue truppe a rafforzare il comando della guarnigione di Bergen op Zoom. Henderson, secondo una cronaca dell'epoca, guidò tre o quattrocento uomini alla guarnigione, con un'avanguardia composta da scozzesi e inglesi, gli olandesi nel mezzo e dei volontari francesi sul retro. Nella battaglia, che "durò tutta la notte e buona parte della mattina", Handerson rimase ucciso. Narra la medesima cronaca:
"Non dirò nulla per ricordare l'azione del colonnello Henderson; le sue azioni si commentano da sole come la più alta onorificenza, per aver combattuto sempre in grande pericolo come uno qualunque dei suoi soldati, sempre incoraggiando gli altri, dirigendoli, avanzando con la sua picca in mano. Venne colpito a un fianco non appena attraversò le trincee nemiche e poi venne colpito in fronte. Non aveva con sé nient'altro se non il proprio spirito di coraggio. Svolse il proprio compito di comandante con devozione, e quando Dio lo stava ormai chiamando era desideroso solo di morire e, dopo aver ricevuto i Sacramenti, si accomiatò dagli amici con gioia, ma chiese al medico di permettergli di bere dell'acqua dal tanto caldo che aveva indosso; il dottore, notando che ormai era un uomo morto, glielo permise. Brindò cinque volte; la prima per il re, la seconda per il principe Carlo, la terza per la regina di Boemia, la quarta per il principe d'Orange e l'ultima per il conte di Marre. Quando ebbe fatto ciò che desiderava suo fratello lo portò nel suo letto e così lasciò questa vita".
Gli spagnoli, guidati ora dal generale Velasco, levarono l'assedio alla città il 2 ottobre quando seppero dell'arrivo di un esercito comandato dal principe Maurizio d'Orange e da Ernst von Mansfeld.

## Conseguenze
Nelle sue memorie, il principe d'Orange disse che i rinforzi al comando del luogotenente governatore di Overijssel, Nicolaas Schmelzing, furono decisivi nella riuscita dello scontro, dal momento che essi gli consentirono di inseguire il nemico e di fare 1200 prigionieri presso la cittadina di Ommen. L'assedio era costato allo Spinola circa 5000 uomini.